# Pouru-Saint-Remy
Pouru-Saint-Remy est une commune française, située dans le département des Ardennes en région Grand Est.

## Géographie
| Francheval | Pouru-aux-Bois   | Escombres-et-le-Chesnois |
| Douzy      | Pouru-Saint-Remy | Sachy                    |
|            | Brévilly         | Tétaigne                 |

## Hydrographie
La commune est dans le bassin versant de la Meuse au sein du bassin Rhin-Meuse. Elle est drainée par la Chiers, le ruisseau du Moulin de Sauzelle, le ruisseau de Pouru, le ruisseau d'Escombres et le ruisseau du Neuf Vivier,.
La Chiers, d'une longueur de 127 km, prend sa source dans la commune de Mont-Saint-Martin et se jette  dans la Meuse à Remilly-Aillicourt, après avoir traversé 46 communes. Elle longe la commune sur son flanc sud, coulant d'est en ouest, sur une longueur d'environ 0,6 km.

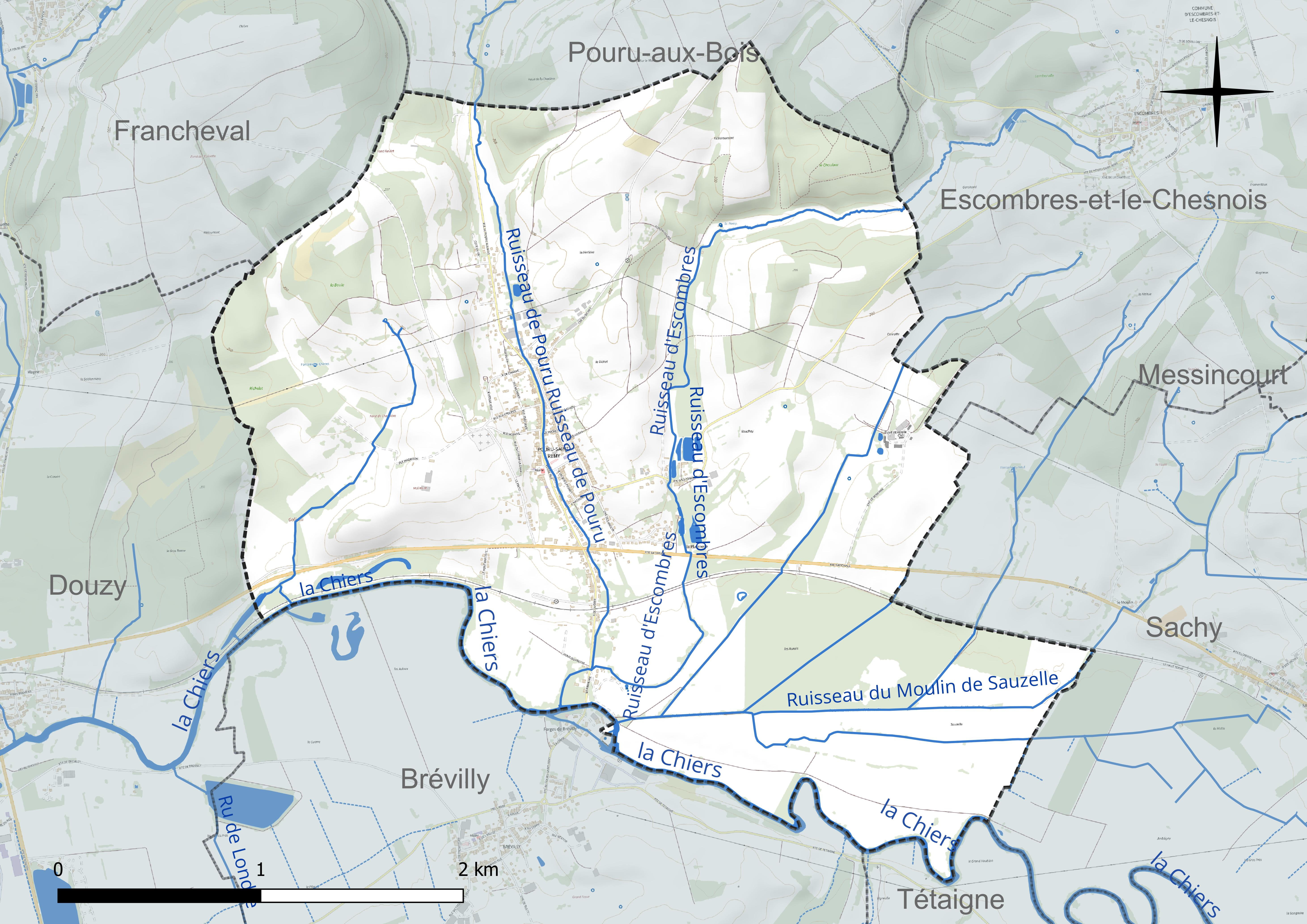
Réseau hydrographique de Pouru-Saint-Remy.

## Climat
Pour des articles plus généraux, voir Climat du Grand Est et Climat des Ardennes.
En 2010, le climat de la commune est de type climat des marges montargnardes, selon une étude du Centre national de la recherche scientifique s'appuyant sur une série de données couvrant la période 1971-2000. En 2020, Météo-France publie une typologie des climats de la France métropolitaine dans laquelle la commune est exposée à un climat océanique altéré et est dans la région climatique Lorraine, plateau de Langres, Morvan, caractérisée par un hiver rude (1,5 °C), des vents modérés et des brouillards fréquents en automne et hiver.
Pour la période 1971-2000, la température annuelle moyenne est de 9,5 °C, avec une amplitude thermique annuelle de 15,1 °C. Le cumul annuel moyen de précipitations est de 898 mm, avec 13,3 jours de précipitations en janvier et 9,5 jours en juillet. Pour la période 1991-2020, la température moyenne annuelle observée sur la station météorologique de Météo-France la plus proche, « Douzy », sur la commune de Douzy à 3 km à vol d'oiseau, est de 10,5 °C et le cumul annuel moyen de précipitations est de 857,0 mm. 
La température maximale relevée sur cette station est de 40,3 °C, atteinte le 25 juillet 2019 ; la température minimale est de −14,8 °C, atteinte le 3 janvier 2004,,.
Les paramètres climatiques de la commune ont été estimés pour le milieu du siècle (2041-2070) selon différents scénarios d'émission de gaz à effet de serre à partir des nouvelles projections climatiques de référence DRIAS-2020. Ils sont consultables sur un site dédié publié par Météo-France en novembre 2022.

## Urbanisme

### Typologie
Au 1er janvier 2024, Pouru-Saint-Remy est catégorisée bourg rural, selon la nouvelle grille communale de densité à 7 niveaux définie par l'Insee en 2022.
Elle est située hors unité urbaine et hors attraction des villes,.

### Occupation des sols
L'occupation des sols de la commune, telle qu'elle ressort de la base de données européenne d’occupation biophysique des sols Corine Land Cover (CLC), est marquée par l'importance des territoires agricoles (69,6 % en 2018), en diminution par rapport à 1990 (75,2 %). La répartition détaillée en 2018 est la suivante : 
prairies (47,9 %), forêts (16 %), terres arables (15,4 %), zones urbanisées (8,7 %), zones agricoles hétérogènes (6,4 %), zones humides intérieures (5,6 %). L'évolution de l’occupation des sols de la commune et de ses infrastructures peut être observée sur les différentes représentations cartographiques du territoire : la carte de Cassini (XVIIIe siècle), la carte d'état-major (1820-1866) et les cartes ou photos aériennes de l'IGN pour la période actuelle (1950 à aujourd'hui).

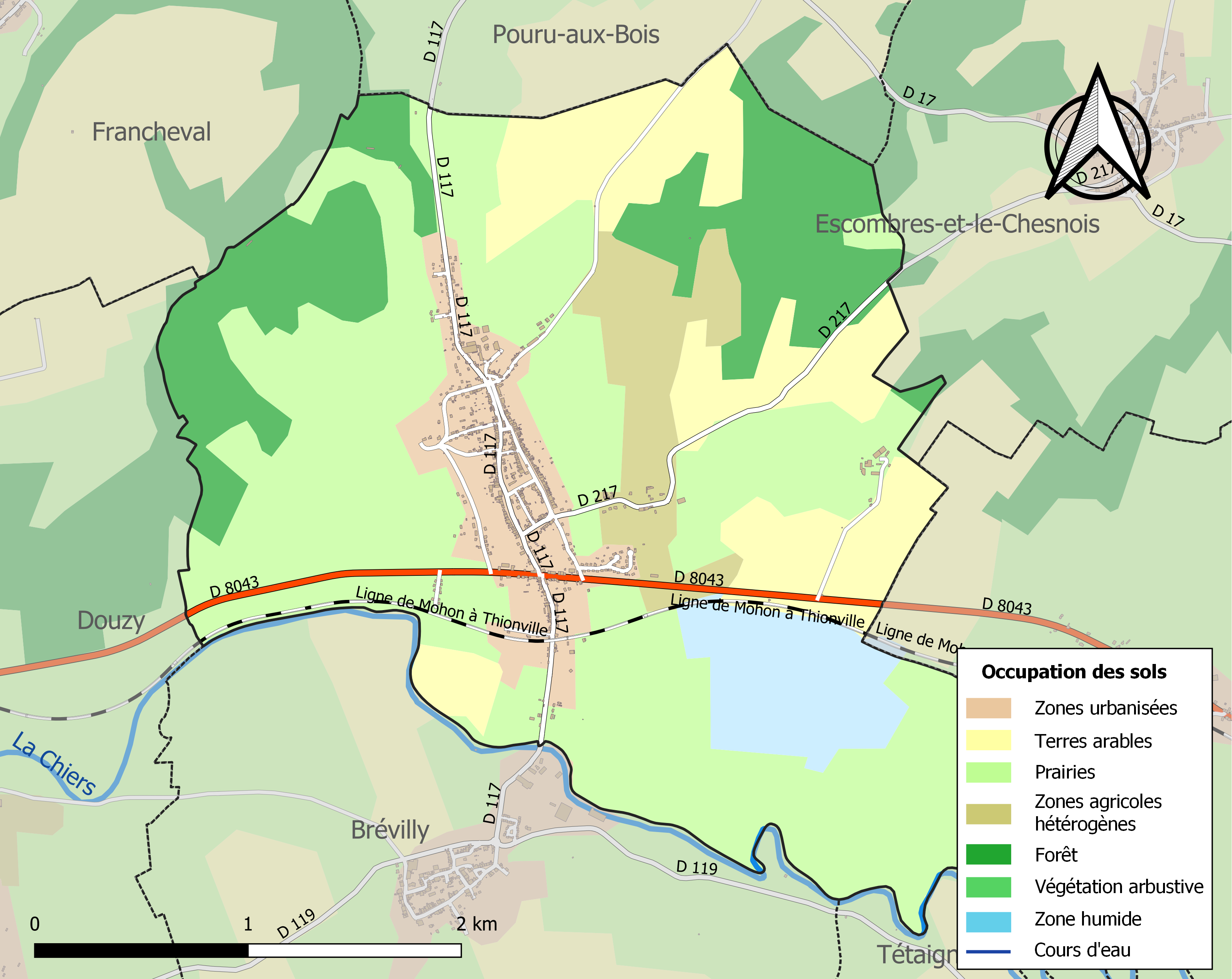
Carte des infrastructures et de l'occupation des sols de la commune en 2018 (CLC).

## Toponymie
Le nom de la localité est attesté sous la forme Poirus omprès le Bos en 1259.
De l'adjectif oïl poi, pou « petit, faible » et ru « ruisseau ».
Saint-Remy est un hagiotoponyme qui fait référence à Remi de Reims.

Saint Remy serait venu dans le village[réf. nécessaire], lui laissant son nom.

## Histoire
De 1560 à 1642, Pouru-Saint-Remy fait partie de la principauté de Sedan.
Au cours de la Révolution française, la commune porta provisoirement le nom de Pouru-sur-Chiers.

## Politique et administration

### Liste des maires
| Période                                  | Période              | Identité          | Étiquette | Qualité |
| ---------------------------------------- | -------------------- | ----------------- | --------- | ------- |
| (maire en 1981)                          |                      | Jean Dion         |           |         |
| mars 1995                                | mars 2001            | Jacques Daugy     |           |         |
| mars 2001                                | mars 2008            | Pierrette Capoani |           |         |
| mars 2008                                | juillet 2017 (décès) | Gérard Manot      | DVG       |         |
| mars 2008                                | mai 2020             | Joëlle Majchrzak  | DVG       |         |
| mai 2020                                 | En cours             | Philippe Davenne  |           |         |
| Les données manquantes sont à compléter. |                      |                   |           |         |

À la suite des élections municipales de 2014, où le maire sortant, Gérard Manot, avait fait invalider les bulletins de vote de son opposante, le conseil municipal ainsi élu a démissionné en bloc le 26 mars et le préfet a désigné le 2 avril 2014 une délégation spéciale présidée par la secrétaire générale de la sous-préfecture de Sedan, chargée d'administrer provisoirement la commune dans l'attente de nouvelles élections.

## Démographie
L'évolution du nombre d'habitants est connue à travers les recensements de la population effectués dans la commune depuis 1793. Pour les communes de moins de 10 000 habitants, une enquête de recensement portant sur toute la population est réalisée tous les cinq ans, les populations de référence des années intermédiaires étant quant à elles estimées par interpolation ou extrapolation. Pour la commune, le premier recensement exhaustif entrant dans le cadre du nouveau dispositif a été réalisé en 2008.

En 2022, la commune comptait 1 129 habitants, en évolution de −4,24 % par rapport à 2016 (Ardennes : −2,97 %, France hors Mayotte : +2,11 %).
| 1793 | 1800 | 1806 | 1821 | 1831 | 1836 | 1841 | 1846  | 1851  |
| ---- | ---- | ---- | ---- | ---- | ---- | ---- | ----- | ----- |
| 507  | 545  | 528  | 604  | 692  | 856  | 911  | 1 054 | 1 159 |

| 1866  | 1872  | 1876  | 1881  | 1886  | 1891  | 1896  | 1901  | 1906  |
| ----- | ----- | ----- | ----- | ----- | ----- | ----- | ----- | ----- |
| 1 337 | 1 475 | 1 491 | 1 577 | 1 681 | 1 408 | 1 413 | 1 283 | 1 469 |

| 1911  | 1921  | 1926  | 1931  | 1936  | 1946  | 1954  | 1962  | 1968  |
| ----- | ----- | ----- | ----- | ----- | ----- | ----- | ----- | ----- |
| 1 461 | 1 227 | 1 209 | 1 241 | 1 264 | 1 200 | 1 270 | 1 363 | 1 412 |

| 1975  | 1982  | 1990  | 1999  | 2006  | 2008  | 2013  | 2018  | 2022  |
| ----- | ----- | ----- | ----- | ----- | ----- | ----- | ----- | ----- |
| 1 385 | 1 232 | 1 166 | 1 165 | 1 217 | 1 232 | 1 205 | 1 148 | 1 129 |

## Culture locale et patrimoine

### Lieux et monuments
- Pouru-Saint-Remy est le village des Ardennes qui compterait le plus grand nombre de ponts et passerelles.
- Église Saint-Remi de Pouru-Saint-Remy.
- Chapelle Notre-Dame-de-Bon-Secours de Pouru-Saint-Remy.

### Personnalités liées à la commune
Pouru-Saint-Remy est le village d’Europe qui compte le plus grand nombre de descendants de Clovis et de Charlemagne.
- La famille d'Anglemont de Tassigny demeure depuis le XVIIIe siècle au château de Réméhan.
- François Rozoy (1918-1987), aviateur, Compagnon de la Libération, général de brigade, est inhumé dans la commune.

### Héraldique
| Blason de Pouru-Saint-Remy | Blason  | De sinople à la crosse épiscopale contournée d'or, mantelé d'or à la hure de sanglier arrachée contournée de sable allumée et défendue d’argent à dextre et au tilleul de sinople à senestre, au chef d'azur chargé d'une divise ondée d'argent. |
| Blason de Pouru-Saint-Remy | Détails | Le statut officiel du blason reste à déterminer. |